# Euxoa varia
Euxoa varia är en fjärilsart som beskrevs av Alphéraky 1889. Euxoa varia ingår i släktet Euxoa och familjen nattflyn. Inga underarter finns listade i Catalogue of Life.